# Abd al-Ilah al-Baschir
Brigadegeneral Abd al-Ilah al-Baschir an-Nuʿaimi (arabisch عبد الإله البشير النعيمي, DMG ʿAbd al-Ilāh al-Bašīr an-Nuʿaimī) ist der Stabschef des Obersten Militärrates der Freien Syrischen Armee. An-Nuʿaimi ersetzte mit seiner Ernennung am 16. Februar 2014 den bisherigen FSA-Führer Selim Idriss.
Abd al-Ilah al-Baschir entstammt dem großen arabischen an-Nuʿaim-Stamm, der im gesamten Nahen Osten Mitglieder hat. Vor dem Syrischen Bürgerkrieg diente al-Baschir als Karriereoffizier in der Syrischen Armee, wo er Brigadegeneral unter al-Assad war.
Er desertierte am 13. Juli 2013 zusammen mit mehreren anderen Offizieren des Stammes wie Saleh al-Baschir an-Nuʿaimi aus der Syrischen Armee. Später wurde er zum Chef des FSA-Militärrates von Quneitra ernannt.
Al-Baschir an-Nuʿaimi traf auch mit iranischen Oppositionsgruppen wie den Volksmudschahedin zusammen und drückte seine Unterstützung für den Umsturz der iranischen Regierung und das Ende der Statthalterschaft der Rechtsgelehrten aus.